# Anolis insignis
Anolis insignis (прикрашений аноліс) — вид ігуаноподібних ящірок родини анолісових (Dactyloidae). Мешкає в Коста-Риці і Панамі.

## Поширення і екологія
Прикрашені аноліси широко поширені в Коста-Риці і Панамі, переважно в гірських районах. Вони живуть у вологих тропічних лісах, на висоті до 1820 м над рівнем моря.